# Юда Галилеански
Юда Галилеанец или Иуда Галилеанец, срещан също и като Юда Галилейски (Галилеански) или Иуда Галилейски (Галилеански) е юдейски водач, който води съпротивата срещу преброяването с данъчни цели в Римската империя, предложено от Публий Сулпиций Квириний в римската провинция Юдея около 6 г. пр.н.е. 
По време на първото еврейско въстание, галилеяните и идумеаните били най-фанатичните зилоти и се биели с римляните до смърт, докато жителите на Юдея били готови да приемет мирните условия.